# Giải của Hội phê bình phim Boston cho phim hay nhất
Giải của Hội phê bình phim Boston cho phim hay nhất là một trong các giải của Hội phê bình phim Boston dành cho một phim được bầu chọn là hay nhất. Giải này được lập ra từ năm 1980.
Dưới đây là danh sách các phim đoạt giải:

### Thập niên 1980
| Năm  | Phim                                                      | Đạo diễn                  |
| ---- | --------------------------------------------------------- | ------------------------- |
| 1980 | Raging Bull                                               | Martin Scorsese           |
| 1981 | Pixote (Pixote: A lei do mais fraco)                      | Hector Babenco            |
| 1982 | E.T. the Extra-Terrestrial                                | Steven Spielberg          |
| 1983 | The Night of the Shooting Stars (La notte di San Lorenzo) | Paolo và Vittorio Taviani |
| 1984 | The Killing Fields                                        | Roland Joffé              |
| 1985 | Ran                                                       | Akira Kurosawa            |
| 1986 | Blue Velvet                                               | David Lynch               |
| 1987 | Hope and Glory                                            | John Boorman              |
| 1988 | Bull Durham                                               | Ron Shelton               |
| 1989 | Crimes and Misdemeanors                                   | Woody Allen               |

### Thập niên 1990
| Năm  | Phim                     | Đạo diễn          |
| ---- | ------------------------ | ----------------- |
| 1990 | Goodfellas               | Martin Scorsese   |
| 1991 | The Silence of the Lambs | Jonathan Demme    |
| 1992 | Unforgiven               | Clint Eastwood    |
| 1993 | Schindler's List         | Steven Spielberg  |
| 1994 | Pulp Fiction             | Quentin Tarantino |
| 1995 | Sense and Sensibility    | Ang Lee           |
| 1996 | Trainspotting            | Danny Boyle       |
| 1997 | L.A. Confidential        | Curtis Hanson     |
| 1998 | Out of Sight             | Steven Soderbergh |
| 1999 | Three Kings              | David O. Russell  |

### Thập niên 2000
| Năm  | Phim                   | Đạo diễn          |
| ---- | ---------------------- | ----------------- |
| 2000 | Almost Famous          | Cameron Crowe     |
| 2001 | Mulholland Drive       | David Lynch       |
| 2002 | The Pianist            | Roman Polanski    |
| 2003 | Mystic River           | Clint Eastwood    |
| 2004 | Sideways               | Alexander Payne   |
| 2005 | Brokeback Mountain     | Ang Lee           |
| 2006 | The Departed           | Martin Scorsese   |
| 2007 | No Country for Old Men | Ethan & Joel Coen |
| 2008 | Slumdog Millionaire    | Danny Boyle       |
| 2008 | WALL-E                 | Andrew Stanton    |